# Nagelkrabje
Het nagelkrabje (Thia scutellata) is een krab uit de familie Thiidae, die algemeen wordt aangetroffen langs de Nederlandse en Belgische kust.

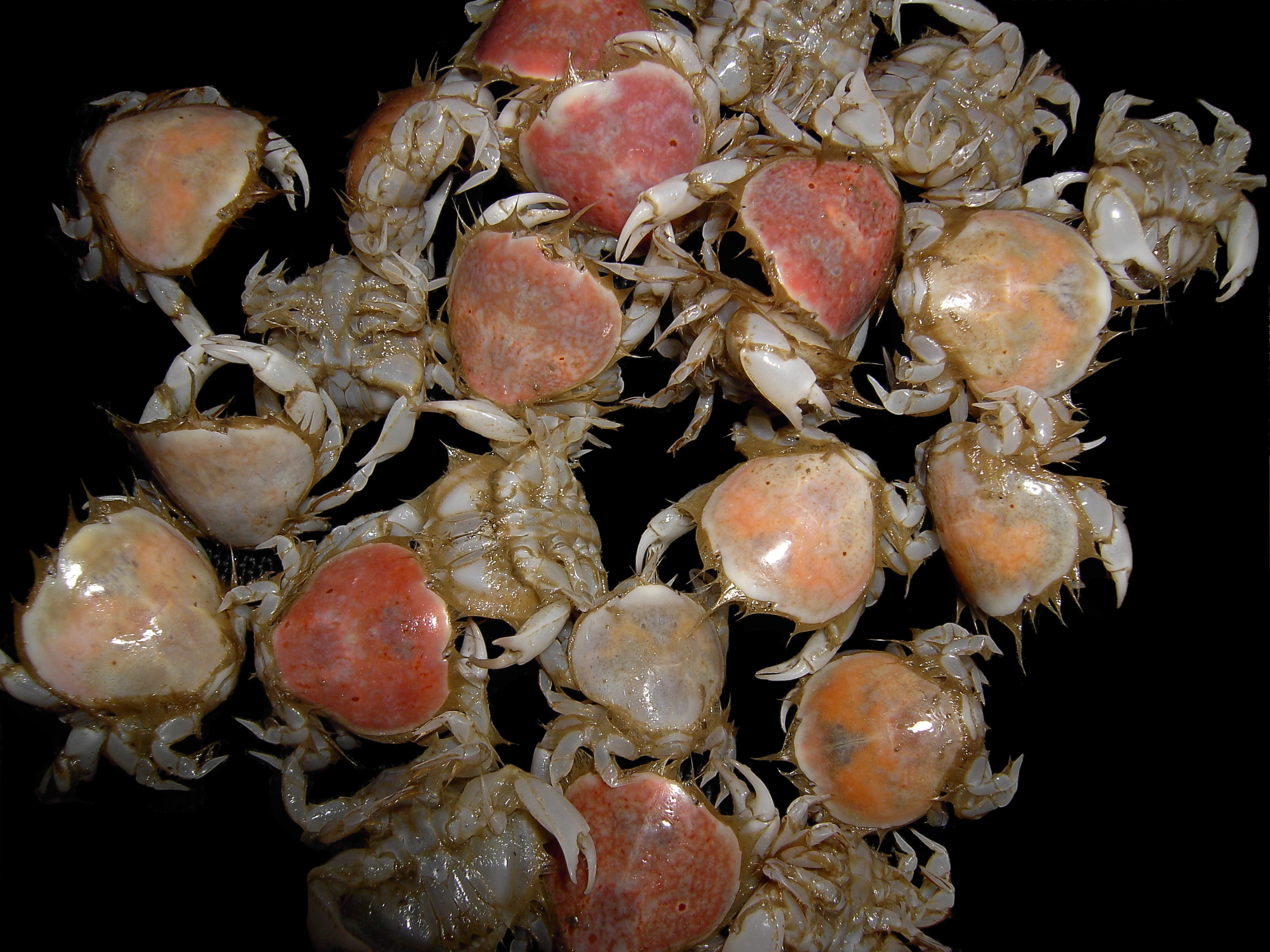
Kleurenvariatie bij Thia Scutellata

## Anatomie
Het nagelkrabje dankt zijn naam aan de vorm en de kleur van zijn carapax, dat de vorm van een menselijke vingernagel heeft. De kleur varieert van een grijswit via oranje tot zalmroze.

De breedte van het rugschild bedraagt meestal 10–15 mm (maximum 22 mm). De beide schaarpoten zijn klein en gelijkvormig.

## Voorkomen en ecologie
T. scutellata leeft ingegraven in goed gesorteerd grof tot fijn zand, vanaf de laagwaterlijn tot op een diepte van 45 m. Ze komt voor vanaf de zuidelijke Noordzee, zuidwaarts tot Portugal, de Westelijke Middellandse Zee, de Adriatische Zee, de Ionische Zee en de Egeïsche Zee.